# Bryconamericus bolivianus
Bryconamericus bolivianus är en fiskart som beskrevs av Pearson 1924. Bryconamericus bolivianus ingår i släktet Bryconamericus och familjen Characidae. Inga underarter finns listade.